# Ночнар новокаледонський
Ночна́р новокаледонський (Eurostopodus exul) — вид дрімлюгоподібних птахів родини дрімлюгових (Caprimulgidae). Цей рідкісний, імовірно вимерлий вид птахів є ендеміком Нової Каледонії. Раніше він вважався конспецифічним з білогорлим ночнарем.

## Опис
Новокаледонський ночнар відомий лише за голотипом, зібраним у 1939 році. Це була самка довжиною 26 см і вагою 77 г, довжина її крила становила 184 мм. Вона мала переважно сріблясто-сіре забарвлення, поцятковане чорнувато-бурими плямками і смужками. Тім'я чорнувате, верхні покривні пера крил коричневі, сильно поцятковані охристими плямками. На крилах білі плями, "комір" на шиї відсутній. Груди коричневі, поцятковані світлими плямками. На горлі невелика біла пляма.

## Поширення і екологія
Новокаледонський ночнар відомий лише з острова Нова Каледонія, де він мешкав в савані.

## Збереження
З 1939 року науковці не спостерігали новокаледонського ночнаря. МСОП класифікує цей вид як такий, що перебуває на межі зникнення, однак, навіть якщо його реліктова популяція і збереглася, то вона, імовірно, не перевищує 50 птахів. Імовірно, новокаледонські ночнарі вимерли через появу на острові інтродукованих хижаків, зокрема щурів і котів, а також через знищення природного середовища.